# Волиця (притока Коденки)
Волиця, Грабарка — річка у Житомирському районі Житомирської області, ліва притока Коденки (басейн Дніпра).

## Опис
Довжина річки 10 км, похил річки — 2,9 м/км. Формується з багатьох безіменних струмків та декількох водойм. Площа басейну 61,8 км².

## Розташування
Бере початок на північно-східній стороні від села Головенка. Тече на схід через села Волиця та Сінгури. На північно-західній стороні від села Городище впадає у річку Коденку, ліву притоку Гуйви. 
Річку перетинають автомобільні дороги E583, М21.